# 孟根达坝牧场
孟根达坝牧场是中国内蒙古自治区通辽市科尔沁左翼后旗下辖的一个类似乡级单位。

## 行政区划
孟根达坝牧场共辖以下地区：
牧场一分场、牧场二分场、牧场三分场、牧场四分场、牧场五分场。